# Frères Banou Moussa
Les Banou Moussa (« fils de Moïse ») sont trois frères, fils de Mousa Ibn-Schâkir, tous d'éminents savants musulmans ayant vécu pendant le Moyen Âge :
- Abou Jaʿfar, Mouḥammad ibn Moussa ibn Shākir (né avant 803 – mort en février 873),
- Abou al‐Qāsim, Aḥmad ibn Moussa ibn Shākir (mort au IXe siècle)
- Al-Ḥassan ibn Moussa ibn Shākir (mort au IXe siècle).

Les trois ont brillé dans plusieurs domaines : mathématiques, architecture, mécanique, astronomie, etc.
Mouhammad et Ahmad ont connus aussi pour avoir intrigué contre al-Kindi auprès du calife al-Mutawakkil.

## Inventions
- La valve conique qui sert à régulariser le débit de l'eau[2] ;
- Ils décrivent aussi des automates dont les principes sont encore utilisés[3].

## Ouvrages
- Livre sur la détermination des surfaces des figures planes et sphériques
- Livre des mécanismes ingénieux